# Franz Scholz (Theologe)
Franz Scholz (* 10. Dezember 1909 in Breslau; Schlesien; † 1. September 1998 in Groß-Umstadt bei Darmstadt) war ein römisch-katholischer Priester und Theologe.

## Leben
Franz Scholz war Schüler des Breslauer Matthias-Gymnasiums, nach dem Abitur studierte er in Freiburg im Breisgau. In Krakau und Lublin lernte er die polnische Sprache. 1934 empfing er die Priesterweihe und bekam eine Pfarrstelle an der Heilig-Kreuz-Kirche in Breslau, wo er für die polnischen Saisonarbeiter sorgte. Er promovierte an der Katholisch-Theologischen Fakultät der Universität Breslau, wurde zeitweilig Repetitor am Erzbischöflichen Theologenkonvikt Breslau und ging dann zur St.-Bonifatius-Kirche nach Görlitz. Der östliche Teil der Stadt Görlitz wurde 1945 durch die Oder-Neiße-Linie abgetrennt und polnisch Zgorzelec benannt. Als 1946 die verbliebenen Deutschen polnisch werden sollten, verließ er die Stadt Richtung Cottbus.
Nach Gründung der DDR ging er 1949 nach Westdeutschland. Er wurde Dozent für Moraltheologie an der Philosophisch-theologischen Hochschule in Königstein im Taunus. 1955 habilitierte er sich bei dem Moraltheologen Theodor Müncker in Freiburg im Breisgau. Im Jahr 1956 lehrte Franz Scholz am Lehrstuhl für Moraltheologie, Ethik und christliche Gesellschaftslehre an der Philosophisch-Theologischen Hochschule in Fulda. Er erhielt zusätzliche Lehraufträge an den Universitäten Marburg und Frankfurt am Main, wo er auch zum Honorarprofessor ernannt wurde. Das Bistum Fulda ernannte ihn 1962 zum Ehrendomkapitular.
1972 wurde Franz Scholz Ordinarius für Moraltheologie an der Katholisch-Theologischen Fakultät der Universität Augsburg. Nach seiner Emeritierung 1976 war er im Bistum Mainz noch als Pfarrer in Klein Zimmern im Kreis Darmstadt-Dieburg tätig. Er wirkte als Seelsorger an der katholischen Pfarrkirche Sankt Bartholomäus in Klein-Zimmern. Für diese Kirche weihte er 1977 zwei Glocken. Im Jahr 1985 schied Franz Scholz aus der Pfarrseelsorge aus. Er verlebte seine letzten Lebensjahre in Dieburg. Dort wurde er auch beigesetzt.

## Wirken
Franz Scholz war ein Theologe mit reicher praktischer Erfahrung in seiner Kirchengemeinde wie in der Strafgefangenenseelsorge. Ebenso war er mit polnischen Menschen und deren Lebensart vertraut. Scholz hinterließ einen reichen schriftlichen Nachlass. Franz Scholz veröffentlichte auch mehrere Publikationen zum Thema „Vertreibung der deutschen Bevölkerung aus Schlesien“. Besonders gab er seiner Opposition gegen die Seligsprechung des ehemaligen Primas von Polen Kardinal August Hlond Ausdruck. Ein Antrag auf Seligsprechung Hlonds liegt im Vatikan seit Januar 1992 „auf Eis“.
Der Heilige Stuhl würdigte die Verdienste von Franz Scholz 1966 mit der Ernennung zum Päpstlichen Ehrenkaplan und 1995 mit der Würde eines Päpstlichen Ehrenprälaten. Die Landsmannschaft Schlesien verlieh ihm im Jahr 1989 den Schlesierschild. 1991 wurden ihm die Ehrenbürgerrechte der Stadt Görlitz verliehen.

## Schriften
- Görlitzer Tagebuch 1945/46. Verlag Johann Wilh. Naumann, Würzburg 1975.
- Zwischen Staatsräson und Evangelium. Kardinal Hlond und die Tragödie der ostdeutschen Diözesen. Verlag Josef Knecht, Frankfurt am Main 1988, ISBN 3-7820-0571-6.
- Kollektivschuld und Vertreibung. Kritische Bemerkungen eines Zeitzeugen. Verlag Josef Knecht, Frankfurt am Main 1995, ISBN 3-7820-0711-5.
- Das Hlondheft. Zentralstelle Grafschaft Glatz e. V., Lüdenscheid 1996, ISBN 3-931019-07-1.

## Ehrungen
- 1989: Schlesierschild der Landsmannschaft Schlesien